# District d'Ishikawa
Le district d'Ishikawa (石川郡, Ishikawa-gun) est un district de la préfecture de Fukushima au Japon.
Au 1er octobre 2014, sa population était de 42 313 habitants pour une superficie de 456,7 km2.

## Communes du district
- Bourgs :
  - Asakawa
  - Furudono
  - Ishikawa
- Villages :
  - Hirata
  - Tamakawa